# Поліцейський 2000
«Поліцейський 2000» (англ. TC 2000) — американсько-канадський фантастичний бойовик.

## Сюжет
Напарницю поліцейського Джейсона Сторма, Зої, загиблу під час патрулювання виходів з підземного, облаштованого світу на мало придатну для життя поверхню Землі, перетворюють на абсолютно невразливого кіборга-вбивцю. Джейсон дізнається, що Зої запрограмована підірвати недіючу атомну станцію. Шеф поліції, який хоче управляти всім світом, готовий знищити разом зі злочинцями все населення Північної Америки. Для того, щоб запобігти катастрофі, Джейсон об'єднує зусилля з самим грізним і шановним бойовиком одного з угрупувань, Сумаем.

## У ролях
- Боло Йенг — Майстер Сумаі
- Джалал Мерхі — Нікі Пікассо
- Біллі Бленкс — Джейсон Сторм
- Боббі Філліпс — Зої Кінселла / TC 2000 X
- Маттіас Хьюз — Бігелоу
- Келлі Галлант — Зіркон
- Гаррі Мок — Блейд
- Рамсей Сміт — Контролер
- Грегорі Філпот — доктор Кемерон Джонсон
- М.Дж. Кенг — дочка Сумаі
- Алекс Аппель — Спаркс
- Гарольд Говард — Гарольд
- Скотт Хогарт — Скотт
- Дуглас Дж. Леннокс — Повелитель
- Енді Пандофф — зазивала
- Кевін Ланд — рефері
- Роберт Воллес — священик
- Дон Келлі — колектор
- Енн Шипман — колектор
- Профессор Воллі Джей — Великий магістр
- Різа Літвін — жінка з немовлям
- Меттью Варрі-Сміт — хлопчик
- Дейв Робертс — Підривник
- Геррі Роббінс — Гігант
- Кліфф Макінсон — Щур
- Рендолл Вайс — Щур захисник
- Марк Кей — боєць з нунчаками
- Хана Чтей — Мед Вак
- Бріджитта Березнай — Мед Вак
- Рейд Деннісон — Мед Вак
- Джоель Джон — охоронець Контролера
- Ерік Брайсон — охоронець Контролера
- Рік Кішш — охоронець Контролера
- Пол Ягерскі — охоронець Контролера
- Йен Чоу — охоронець Контролера
- Дональд Байрон — охоронець Контролера
- Говард Грін — охоронець Контролера
- Віктор Люк — охоронець Контролера
- Кріс Хадер — охоронець Контролера
- Майкл Валдрон — охоронець Контролера
- Том Серулло — охоронець Контролера
- Хезер Брубейкер — комунікатор
- Жанетт Вінг — комунікатор
- Хелен Скотт — комунікатор
- Анна Рейн — комунікатор
- Джин Бейтс-Рено — комунікатор
- Дейв Стівенсон — банда Пікассо
- Майкл Сапір — банда Пікассо
- Тодд Данфі — банда Пікассо
- Роуг Джонстон — банда Пікассо
- Рік Сью — банда Пікассо
- Дейл Хілдебранд — банда Пікассо
- Ерні Джексон — банда Пікассо
- Тед Лудзік — мисливець
- Джей Хун Лі — мисливець
- Піт Демпстер — мисливець
- Марсія Кінг — мисливець
- Стівен Ніджар — мисливець
- Жан-Клод Хайят — мисливець
- Майкл Чоу — воїн поверхневого світу
- Лейтон Моррісон — воїн поверхневого світу
- Джин Боутрос — воїн поверхневого світу
- Білл Пайкеллс — воїн поверхневого світу
- Джордж А. Діллман — воїн поверхневого світу
- Ллойд Адамс — воїн поверхневого світу
- Стів Кліфф — воїн поверхневого світу
- Руперт Харві — воїн поверхневого світу
- Майк Фролік — воїн поверхневого світу
- Рон Корм'є — воїн поверхневого світу
- Майк Кемпбелл — воїн поверхневого світу
- Джон Лосон — воїн поверхневого світу
- Роб Вілсон — воїн поверхневого світу
- Пітер Влока — воїн поверхневого світу
- Еррол Дж. Фаркухарсон — воїн поверхневого світу
- Адам Касінха — воїн поверхневого світу
- Майк Касінха — воїн поверхневого світу
- Майк Діагул — воїн поверхневого світу
- Стів Шерман — воїн поверхневого світу
- Боб Котей — воїн поверхневого світу
- Девід Джиллз — воїн поверхневого світу
- Стів Пол — воїн поверхневого світу
- Льюіс Робінсон — воїн поверхневого світу
- Дж. Стівен Мондер — воїн поверхневого світу
- Е.Дж. Верел — репортер (в титрах не вказаний)